# Museistiftelsen Post och Telekommunikation, Tyskland
Museistiftelsen för Post och Telekommunikation, Tyskland (Museumsstiftung Post und Telekommunikation) skapades i och med den tyska postreformen 1995. Man förvaltar samlingarna och museerna i Berlin, Frankfurt am Main och Nürnberg samt filatelistiska arkivet i Bonn. Det tidigare Kommunikationsmuseet i Hamburg stängdes 2009.